# Prințesa Dagmar a Danemarcei (1890-1961)
Pentru fiica lui Christian al IX-lea al Danemarcei, împărăteasă a Rusiei, vezi Dagmar a Danemarcei.
Prințesa Dagmar a Danemarcei și Islandei (Dagmar Louise Elisabeth; 23 mai 1890 – 11 octombrie 1961) a fost cel mai mic copil al regelui Frederic al VIII-lea al Danemarcei și a soției acestuia, Lovisa a Suediei și Norvegiei.
Prințesa Dagmar s-a născut la Charlottenlund. A fost numită după mătușa ei, împărăteasa Maria Fedorovna, care s-a născut Prințesa Dagmar a Danemarcei.
S-a căsătorit la Fredensborg la 23 noiembrie 1922 cu Jørgen Castenskjold (1893–1978), fiu al lui Anton Castenskiold, șambelan al curții daneze, și al soției acestuia, Sophie Steensen-Leth care aparținea nobilimii daneze. Cuplul a avut patru copii:
- Carl Frederik Anton Jørgen Castenskjold (13 noiembrie 1923 – 14 aprilie 2006), căsătorit cu Bente Grevenkop-Castenskiold la 23 octombrie 1948, au divorțat în 1963 și au avut trei copii.
- Christian Ludwig Gustav Fritz Castenskjold (n. 10 iulie 1926) căsătorit cu Cecily Abbots la 11 noiembrie 1952, au avut o singură fiică.
- Jørgen Frederik Aage Erik Helge Castenskjold (16 martie 1928 – 4 mai 1964), căsătorit cu Kirsten Schlichtkrull, au avut două fiice.
- Dagmar Louise Thyra Sophia Castenskjold (11 septembrie 1930 - 12 iulie 2013), căsătorită cu Poul Bitsch la 4 aprilie 1950, au avut trei copii.